# Barrage de Kocadere
Le barrage de Kocadere ou barrage de Kocadere  est un barrage en Turquie dans le district de Keşan dans la province d'Edirne. Le barrage est proche de la ville de Keşan. La rivière se perd dans les canaux qui rejoignent le fleuve Meriç à la frontière avec la Grèce près d'Enez.

## Source
- (tr) « Kocadere Baraji », sur Agence gouvernementale turque des travaux hydrauliques (DSİ)